# Geodätisches Observatorium Wettzell

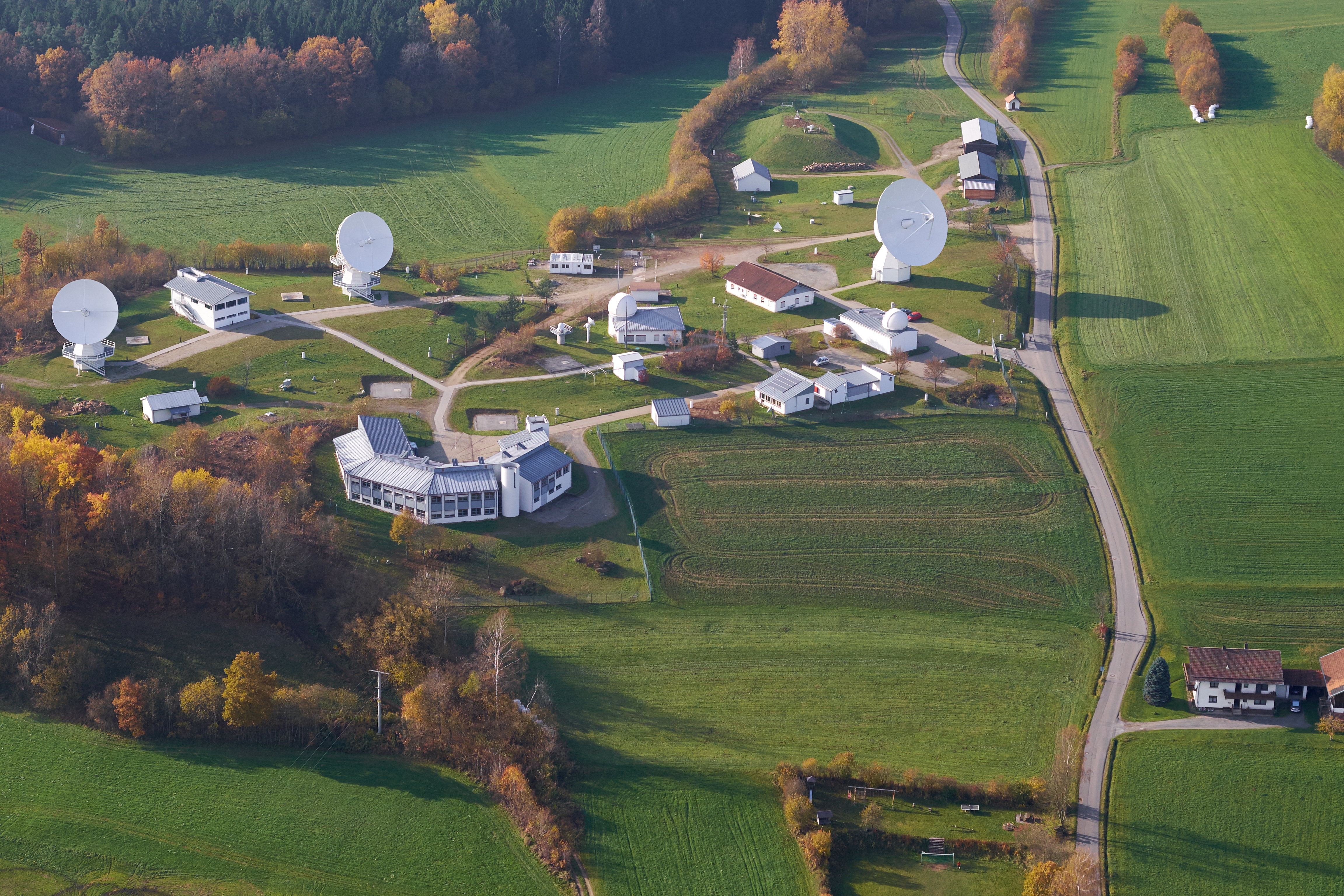
Geodätisches Observatorium Wettzell aus der Luft, 2014

Das Geodätische Observatorium Wettzell befindet sich auf dem 616 m hohen Wagnerberg, westlich der Ortschaft Wettzell im Landkreis Cham im Bayerischen Wald.

## Aufgaben

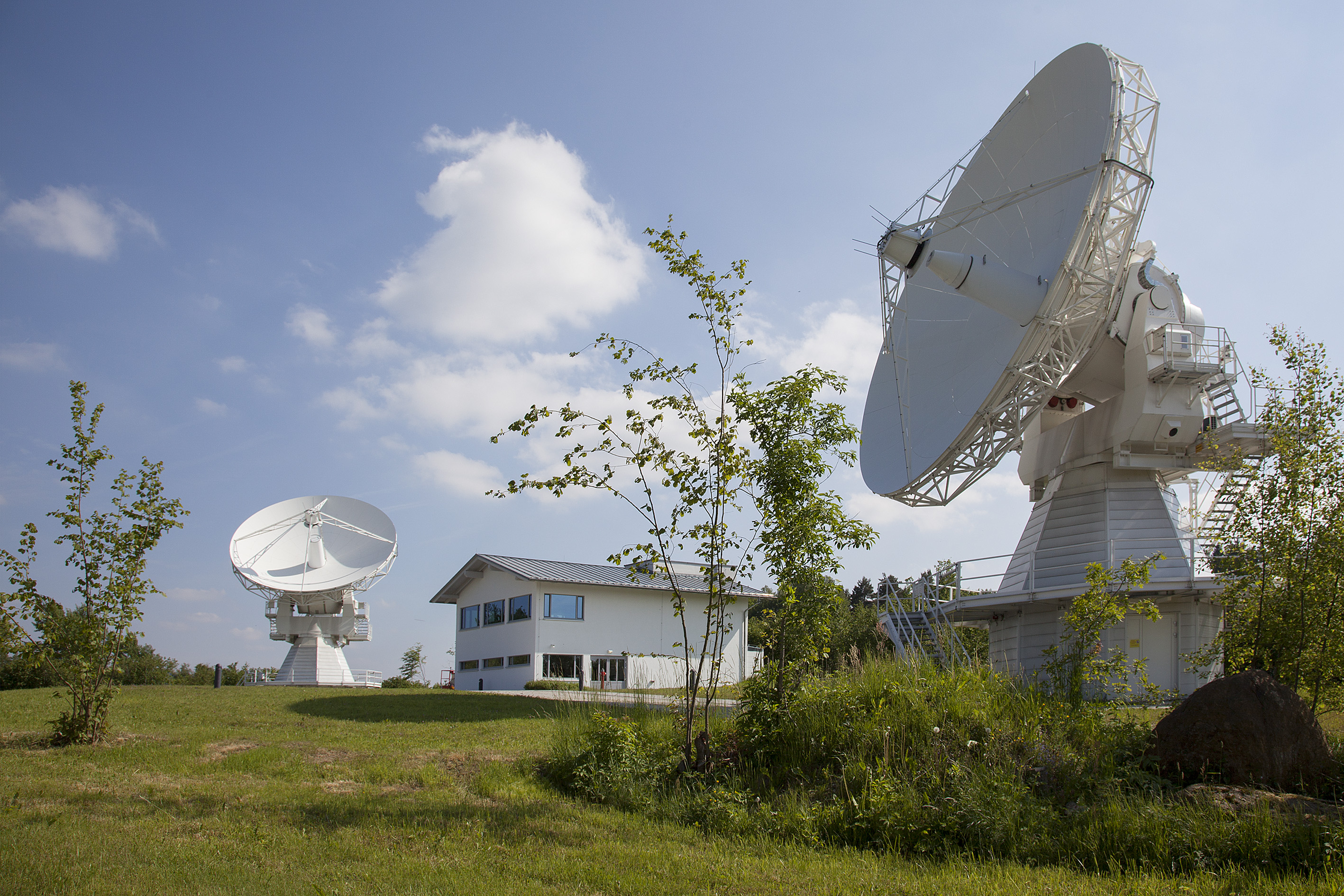
Twin-Teleskope mit Betriebsgebäude, 2015

Es wird zum Zweck der Erdmessung vom Bundesamt für Kartographie und Geodäsie (BKG) gemeinsam mit der Technischen Universität München (TUM) betrieben und zählt heute zu den bedeutendsten geodätischen Observatorien weltweit. 
Als Beobachtungsstation hat das Observatorium Wettzell die Aufgabe, Messdaten für die geodätischen Raumverfahren VLBI, SLR, GNSS und DORIS zu gewinnen. Diese Daten dienen der Realisierung globaler Koordinatenreferenzsysteme, die für zahlreiche Aufgaben im Bereich der Geowissenschaften (z. B. Messung von Kontinentaldrift oder Meeresspiegelanstieg), in der Raumfahrt, aber auch in Bereichen des alltäglichen Lebens (z. B. Vermessung, Navigation) die Grundlage bilden. Diese globalen Aufgaben sind heute nur durch internationale Zusammenarbeit zu lösen. Die Aktivitäten wie Beobachtungen, Datenfluss, Datenanalyse und Bereitstellung der Ergebnisse werden durch die internationalen Dienste der IAG koordiniert, z. B. den IERS, den IVS, den ILRS, den IGS und den IDS.
Die gesetzliche Grundlage hierzu liefert das Bundesgeoreferenzdatengesetz (BGeoRG).
Von Wettzell aus wird auch der Betrieb des Observatoriums AGGO in La Plata/Argentinien mit einem zerlegbaren 6-Meter-Radioteleskop und des 9-Meter-Radioteleskops GARS O’Higgins in der Antarktis unterstützt.

## Messtechnische Ausstattung

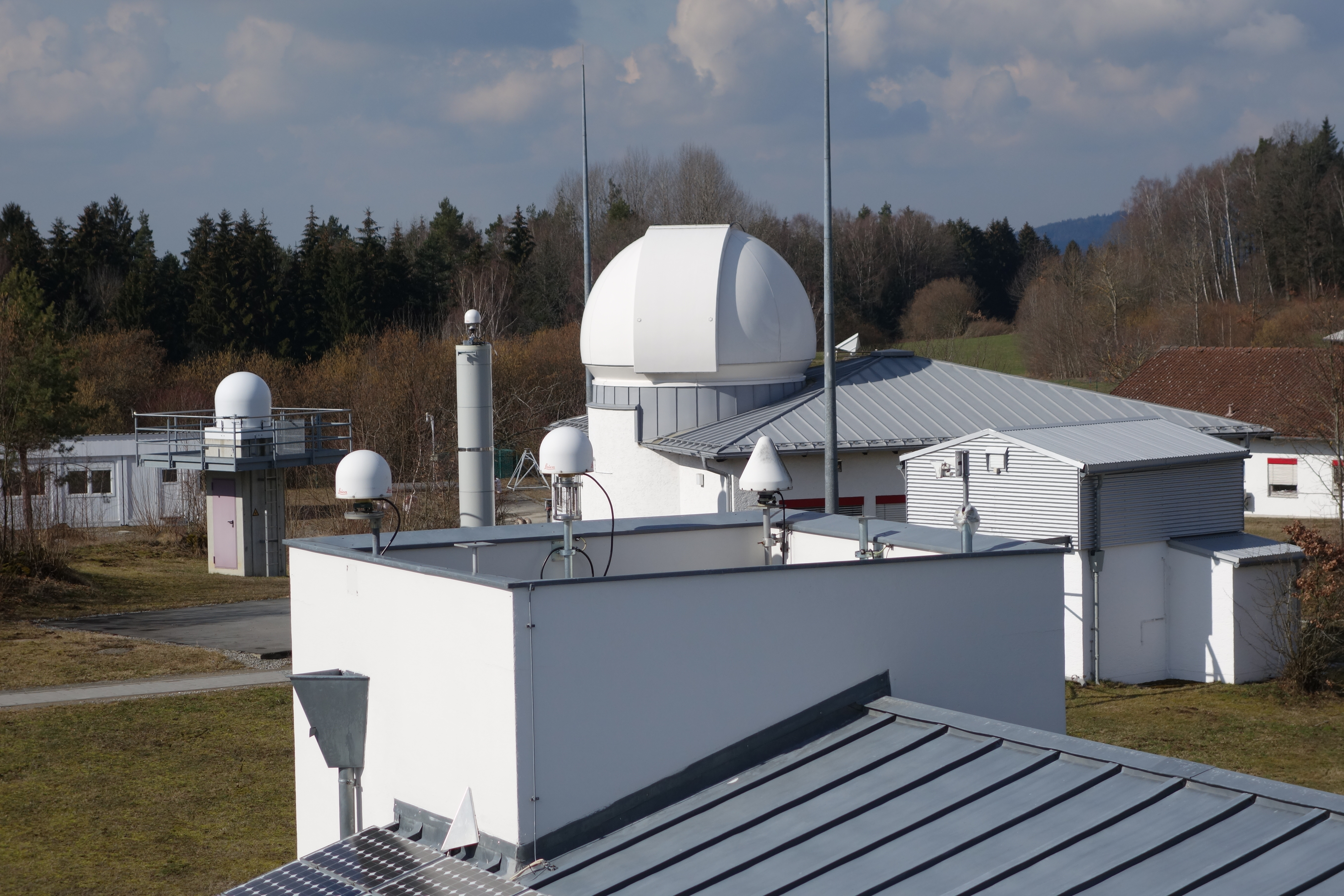
Kuppel des Laserteleskops WLRS mit Radarturm und Multi-Target sowie drei GNSS-Antennen, 2016

Auf dem etwa 300 mal 150 Meter messenden Gelände sind alle modernen Beobachtungsmethoden der Satellitengeodäsie bzw. Kosmischen Geodäsie und ergänzende Messverfahren vereint, insbesondere
- ein Laserteleskop für Entfernungsmessungen zu Satelliten und zum Mond (WLRS)
- ein Laserteleskop für zeitlich hochaufgelöste Entfernungsmessungen zu niedrigfliegenden Satelliten (SOS-W)
- ein 20 Meter großes Radioteleskop für interkontinentale VLBI-Messungen (RTW 20). Dieses RT ist seit 1983 in Betrieb und verzeichnet weltweit die meisten geodätischen Messungen. Es ist beteiligt am Europäischen VLBI Netzwerk.

- eine Twin-Anlage aus zwei 13-Meter-Radioteleskopen ist seit 2012 in Betrieb. Die beiden Schüsseln sind schnell beweglich und ermöglichen somit mehr und andere Messungen.[2] Die Anlagen sind ebenfalls für VLBI-Messungen (TTW-1 und TTW-2)
- mehrere Multi-GNSS-Empfänger für kontinuierliche Satellitenmessungen
- ein hochpräzises Zeitsystem mit mehreren Atomuhren und Wasserstoff-Masern sowie einem faseroptischen Zeitverteilungssystem mit Laufzeitkompensation
- einen Ringlaser in einem unterirdischen Observatorium zum Monitoring der Erdrotation. Dieser 4 × 4 Meter große Ringlaser ist ein weltweit einmaliges Instrument und kann Abweichungen der Tageslänge bis zu 0,1 Millisekunden erkennen. Zum Schutz vor äußeren Einflüssen und zum Erhalt einer konstanten Temperatur befindet er sich in einem unterirdischen Bunker.[2]
- eine Sendeanlage für das französische Dopplersystem DORIS
- ein supraleitendes Gravimeter
- ergänzende Messeinrichtungen für das Untergrund- und Atmosphärenmonitoring (Seismometer, Tiltmeter, hydrologische Sensoren, Klimastation, Wasserdampfradiometer, Temperaturprofiler, Wolkendetektor)
- und Einrichtungen für Verwaltung und Wartung.

Die Bezugspunkte der einzelnen Messsysteme sind durch ein lokales Vermessungsnetz verknüpft, um Koordinatenunterschiede für eine Kombination der verschiedenen Verfahren zu erhalten. Diese Eigenschaft kennzeichnet eine geodätische Fundamentalstation.

## Geschichte

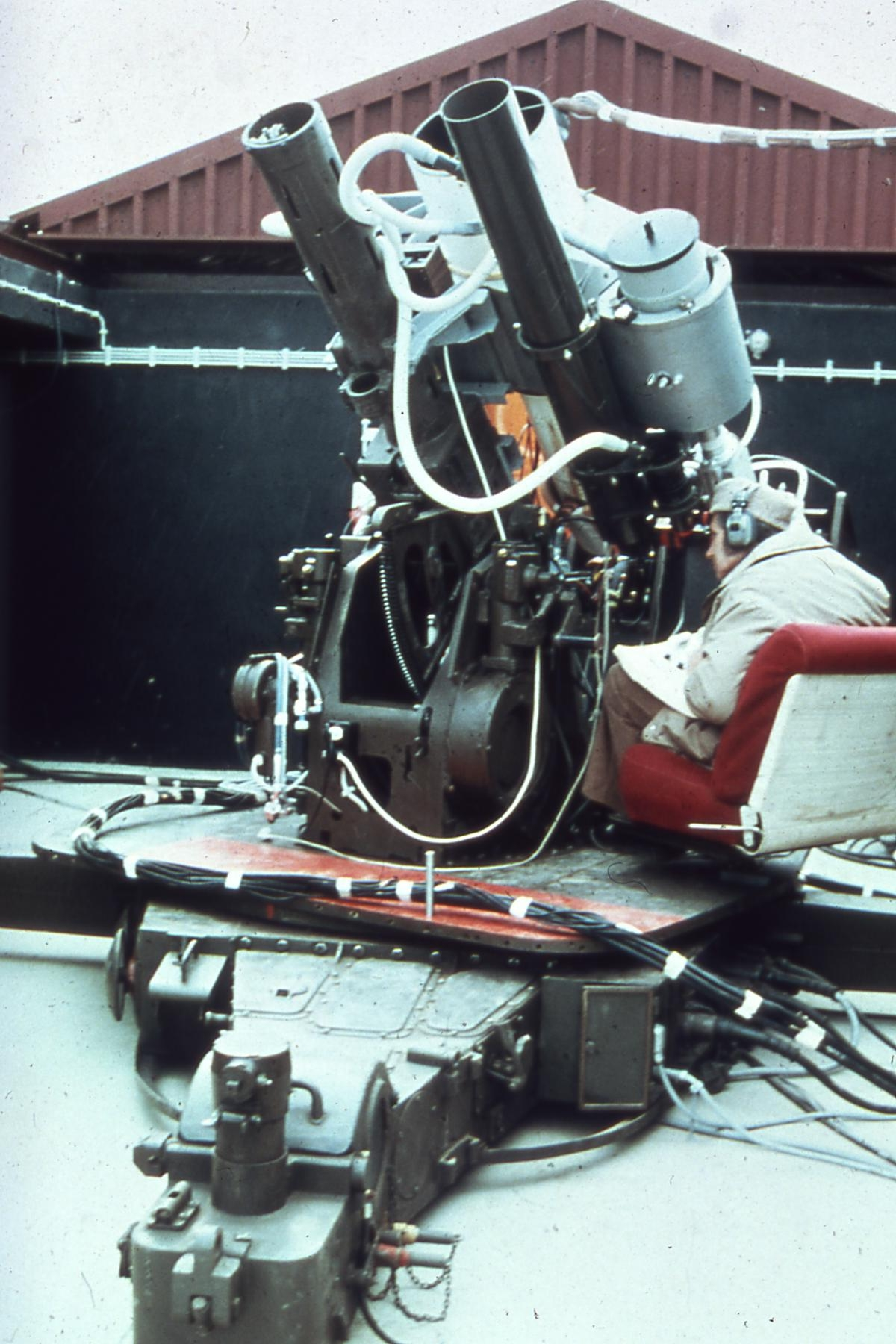
Laserentfernungs-Messsystem SRS der ersten Generation, 1973

Gegründet wurde es 1970 in der Nähe des damaligen Eisernen Vorhangs zur ehemaligen Tschechoslowakei und der Air Defense Identification Zone, um einen möglichst dunklen Nachthimmel mit nur geringer Lichtverschmutzung zu haben und beim Satellite und Lunar Laser Ranging (SLR bzw. LLR) wenig Rücksicht auf den Flugverkehr nehmen zu müssen.
Die Anfänge der Satellitenbeobachtungsstation Wettzell gehen auf ein frühes Forschungsprojekt der TU München und des IfAG zur optischen Beobachtung und Bahnbestimmung geodätischer Erdsatelliten zurück. Das zu dieser Zeit neu aufgekommene Gebiet der Satellitengeodäsie versprach große Fortschritte für die globale Erdmessung. Zu den optischen Beobachtungen, die bis Ende der 1970er-Jahre durchgeführt wurden, zählen Aufnahmen von Satellitenpassagen mit dem Zeiss Doppelastrographen und der ballistischen Messkammer Zeiss BMK 75 für die Satellitentriangulation sowie Beobachtungen mit dem Zirkumzenital und dem Danjon-Astrolab für die astronomische Längen- und Breitenbestimmung.
In Zusammenarbeit mit der Deutschen Forschungs- und Versuchsanstalt für Luft- und Raumfahrt (DFVLR, heute DLR) wurde 1972 ein erstes Laserentfernungsmesssystem, bestehend aus einer Flugabwehrlafette und einem Rubinlaser, in Wettzell in Betrieb genommen. Damit wurde am 8. April 1973 das erste Mal in Deutschland mit einem Laser die Entfernung zu einem Satelliten (GEOS-1) gemessen. Doch erst mit den nachfolgenden, computernachgeführten Systemen SRS (Satellite Ranging System, 1977–1991) und WLRS (Wettzell Laser Ranging System, seit 1991) sind Routinebeobachtungen in hoher Anzahl möglich. Mit dem WLRS wurden auch schon Entfernungen zu den auf dem Mond befindlichen Reflektoren gemessen (Lunar Laser Ranging).
Mitte der 1970er-Jahre wurde die Station um Mikrowellen-Messmethoden erweitert. Seit 1974 wurden regelmäßig Dopplermessungen zu Satelliten des „Navy Navigational Satellite System“ (N.N.S.S. oder Transit) zur Punktbestimmung in der Geodäsie durchgeführt. Die ersten Messungen zum Satellitennavigationssystem NAVSTAR GPS erfolgten bereits in der Testphase 1979–1981 mit Wettzell als einer von weltweit 4 Trackingstationen. Die Dopplermessungen endeten 1993, nachdem mit dem Vollausbau von GPS das N.N.S.S. abgelöst wurde.
Mit der Inbetriebnahme eines Radioteleskops im Jahr 1983 wurde aus der Satellitenbeobachtungsstation eine Fundamentalstation der Geodäsie, wo die verschiedenen geodätischen Raumverfahren VLBI, SLR und GNSS an einem Ort vereint sind. Seit 2012 verfügt das Observatorium über zwei weitere sogenannte Twin-Teleskope, um dem technischen Fortschritt und den zunehmenden Beobachtungsaufgaben gerecht zu werden.

## Rundfunkbericht
- Bayerischer Rundfunk: Chinesischer Cyberangriff im Bayerischen Wald? | China und Wir | BR auf YouTube, 18. Juni 2025 (Laufzeit: 6:42 min.).